# Olympische Sommerspiele 1984/Leichtathletik – Hochsprung (Frauen)

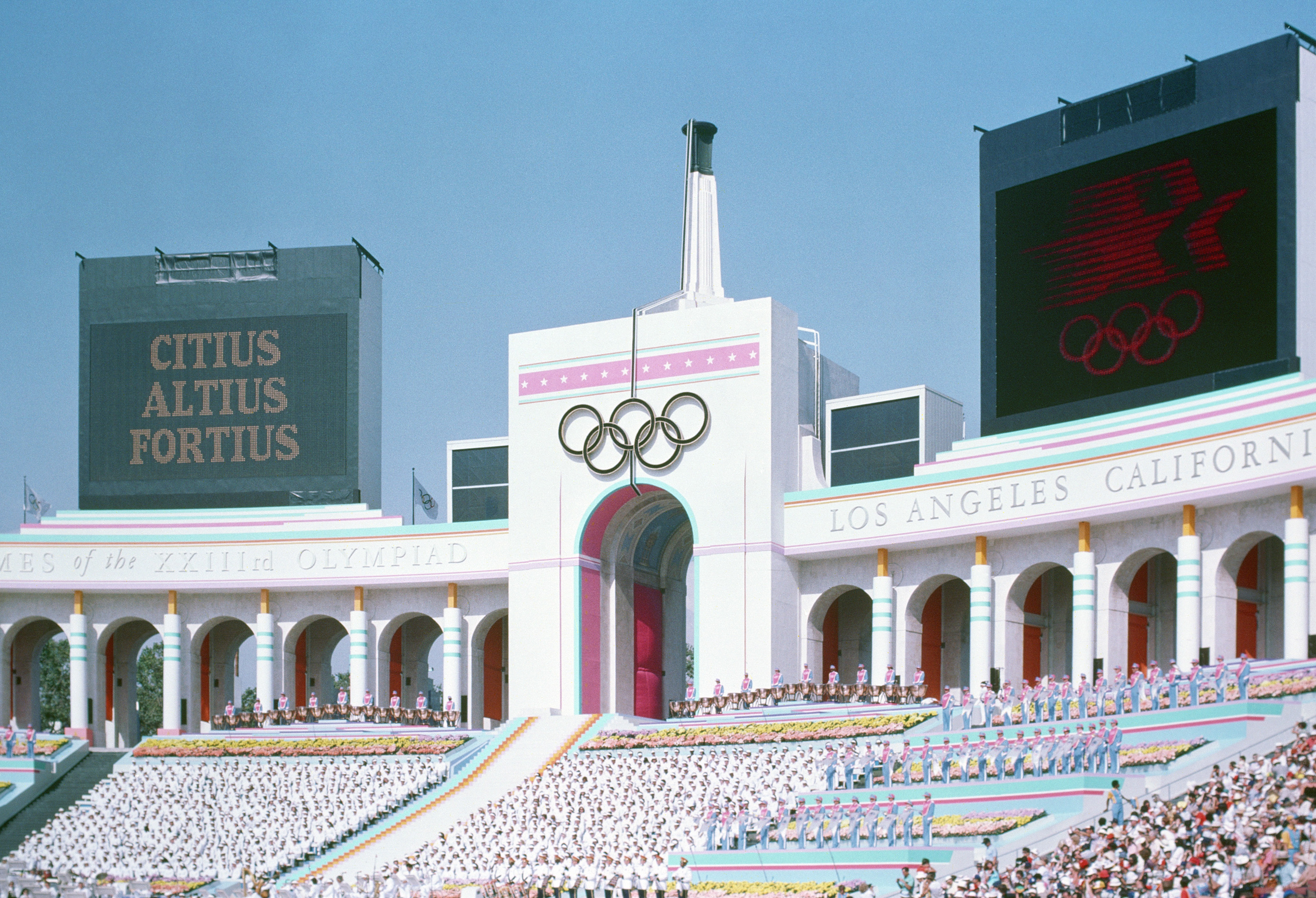
Blick auf das Eingangstor des Los Angeles Memorial Coliseum

Der Hochsprung der Frauen bei den Olympischen Spielen 1984 in Los Angeles wurde am 9. und 10. August 1984 im Los Angeles Memorial Coliseum ausgetragen. 29 Athletinnen nahmen teil.
Olympiasiegerin wurde Ulrike Meyfarth aus der Bundesrepublik Deutschland. Sie gewann vor der Italienerin Sara Simeoni und der US-Amerikanerin Joni Huntley.
Neben der Olympiasiegerin traten für die Bundesrepublik Deutschland zudem Brigitte Holzapfel und Heike Redetzky an. Beide erreichten das Finale. Redetzky wurde Zwölfte, Holzapfel Fünfzehnte.

Springerinnen aus der Schweiz, Österreich und Liechtenstein nahmen nicht teil. Athletinnen aus der DDR waren wegen des Olympiaboykotts ebenfalls nicht dabei.

## Aktuelle Titelträgerinnen
| Olympiasiegerin 1980                       | Sara Simeoni ( Italien)             | 1,97 m | Moskau 1980   |
| Weltmeisterin 1983                         | Tamara Bykowa ( Sowjetunion)        | 2,01 m | Helsinki 1983 |
| Europameisterin 1982                       | Ulrike Meyfarth ( BR Deutschland)   | 2,02 m | Athen 1982    |
| Panamerikanische Meisterin 1983            | Coleen Sommer ( USA)                | 1,91 m | Caracas 1983  |
| Zentralamerika- und Karibik-Meisterin 1983 | Victoria Despaigne ( Kuba)          | 1,78 m | Havanna 1983  |
| Südamerika-Meisterin 1983                  | Orlane dos Santos ( Brasilien)      | 1,80 m | Santa Fe 1983 |
| Asienmeisterin 1983                        | Zheng Dazhen ( Volksrepublik China) | 1,84 m | Kuwait 1983   |
| Afrikameisterin 1982                       | Fernande Agnentchoué ( Gabun)       | 1,67 m | Kairo 1982    |

## Rekorde

### Bestehende Rekorde
| Weltrekord         | 2,07 m | Ljudmila Andonowa ( Bulgarien) | West-Berlin, Bundesrepublik Deutschland        | 20. Juli 1984 |
| Olympischer Rekord | 1,97 m | Sara Simeoni ( Italien)        | Finale OS Moskau, Sowjetunion (heute Russland) | 26. Juli 1980 |

### Rekordverbesserungen
Der bestehende olympische Rekord wurde dreimal egalisiert und anschließend dreimal verbessert:
- 1,97 m (Egalisierung) – Ulrike Meyfarth (BR Deutschland), Finale am 10. August, zweiter Versuch
- 1,97 m (Egalisierung) – Sara Simeoni (Italien), Finale am 10. August, zweiter Versuch
- 1,97 m (Egalisierung) – Joni Huntley (USA), Finale am 10. August, zweiter Versuch
- 2,00 m – Ulrike Meyfarth (BR Deutschland), Finale am 10. August, erster Versuch
- 2,00 m – Sara Simeoni (Italien), Finale am 10. August, erster Versuch
- 2,02 m – Ulrike Meyfarth (BR Deutschland), Finale am 10. August, erster Versuch

## Legende
Kurze Übersicht zur Bedeutung der Symbolik – so üblicherweise auch in sonstigen Veröffentlichungen verwendet:
| – | verzichtet   |
| o | übersprungen |
| x | ungültig     |

## Qualifikation
Datum: 9. August 1984
Für die Qualifikation wurden die Athletinnen in zwei Gruppen gelost. Die Qualifikationshöhe zum direkten Finaleinzug betrug 1,90 m. Fünfzehn Springerinnen bewältigten diese Höhe, womit die Mindestanzahl von zwölf Finalteilnehmerinnen erreicht war.

### Gruppe A
| Platz | Name               | Nation              | 1,70 m | 1,75 m | 1,80 m | 1,84 m | 1,87 m | 1,90 m | Höhe   |
| ----- | ------------------ | ------------------- | ------ | ------ | ------ | ------ | ------ | ------ | ------ |
| 1     | Maryse Éwanjé-Épée | Frankreich          | –      | –      | o      | o      | o      | o      | 1,90 m |
| 1     | Christine Stanton  | Australien          | –      | –      | o      | o      | o      | o      | 1,90 m |
| 3     | Heike Redetzky     | BR Deutschland      | o      | o      | o      | o      | o      | o      | 1,90 m |
| 4     | Debbie Brill       | Kanada              | –      | –      | o      | xo     | o      | o      | 1,90 m |
| 4     | Yang Wenqin        | Volksrepublik China | –      | –      | o      | xo     | o      | o      | 1,90 m |
| 6     | Louise Ritter      | USA                 | –      | –      | o      | o      | xxo    | xo     | 1,90 m |
| 7     | Niculina Vasile    | Rumänien            | –      | o      | o      | o      | o      | xxo    | 1,90 m |
| 8     | Brigitte Holzapfel | BR Deutschland      | o      | o      | o      | o      | xo     | xxo    | 1,90 m |
| 9     | Lidija Lapajne     | Jugoslawien         | –      | o      | o      | o      | xo     | xxx    | 1,87 m |
| 10    | Megumi Sato        | Japan               | o      | o      | o      | xo     | xxx    |        | 1,84 m |
| 11    | Judy Simpson       | Großbritannien      | –      | o      | o      | xxo    | xxx    |        | 1,84 m |
| 12    | Brigitte Rougeron  | Frankreich          | –      | xo     | o      | xxo    | xxx    |        | 1,84 m |
| 13    | Laura Agront       | Puerto Rico         | o      | o      | o      | xxx    |        |        | 1,80 m |
| 14    | Disa Gísladóttir   | Island              | o      | o      | o      | x xxx  |        |        | 1,80 m |
| 15    | Liu Yen-chiu       | Chinesisch Taipeh   | xo     | xxx    |        |        |        |        | 1,70 m |

### Gruppe B
| Platz | Name               | Nation              | 1,70 m | 1,75 m | 1,80 m | 1,84 m | 1,87 m | 1,90 m | Höhe   |
| ----- | ------------------ | ------------------- | ------ | ------ | ------ | ------ | ------ | ------ | ------ |
| 1     | Sara Simeoni       | Italien             | –      | –      | o      | o      | o      | o      | 1,90 m |
| 2     | Ulrike Meyfarth    | BR Deutschland      | –      | o      | o      | o      | o      | o      | 1,90 m |
| 3     | Pam Spencer        | USA                 | –      | o      | o      | o      | xo     | o      | 1,90 m |
| 4     | Joni Huntley       | USA                 | –      | o      | xo     | xo     | o      | o      | 1,90 m |
| 5     | Diana Elliott      | Großbritannien      | –      | o      | o      | o      | o      | xo     | 1,90 m |
| 6     | Vanessa Browne     | Australien          | –      | o      | o      | xo     | xo     | xo     | 1,90 m |
| 7     | Zheng Dazhen       | Volksrepublik China | –      | o      | o      | o      | o      | xxo    | 1,90 m |
| 8     | Hisayo Fukumitsu   | Japan               | o      | o      | o      | xo     | xo     | xxx    | 1,87 m |
| 9     | Ge Ping            | Volksrepublik China | –      | xo     | xxo    | xxo    | xxx    |        | 1,84 m |
| 10    | Christine Soetewey | Belgien             | –      | o      | o      | xxx    |        |        | 1,80 m |
| 11    | Liliana Arigoni    | Argentinien         | –      | o      | xo     | xxx    |        |        | 1,80 m |
| 12    | Isabel Mozún       | Spanien             | o      | o      | xxx    |        |        |        | 1,75 m |
| 13    | Brigitte Reid      | Kanada              | o      | xxx    |        |        |        |        | 1,70 m |
| 13    | Constance Senghor  | Senegal             | o      | xxx    |        |        |        |        | 1,70 m |
| DNS   | Marjon Wijnsma     | Niederlande         |        |        |        |        |        |        |        |

## Finale
Datum: 10. August 1984
| Platz | Name               | Nation              | 1,75 m | 1,80 m | 1,85 m | 1,88 m | 1,91 m | 1,94 m | 1,97 m | 2,00 m | 2,02 m | 2,07 m | Endresultat | Anmerkung |
| ----- | ------------------ | ------------------- | ------ | ------ | ------ | ------ | ------ | ------ | ------ | ------ | ------ | ------ | ----------- | --------- |
| 1     | Ulrike Meyfarth    | BR Deutschland      | –      | o      | o      | o      | o      | o      | xo ORe | o OR   | o OR   | xxx    | 2,02 m      | OR        |
| 2     | Sara Simeoni       | Italien             | –      | o      | o      | –      | o      | o      | xo ORe | o OR   | xxx    |        | 2,00 m      |           |
| 3     | Joni Huntley       | USA                 | –      | o      | xo     | o      | o      | xo     | xo ORe | xxx    |        |        | 1,97 m      |           |
| 4     | Maryse Éwanjé-Épée | Frankreich          | –      | o      | o      | o      | o      | o      | xxx    |        |        |        | 1,94 m      |           |
| 5     | Debbie Brill       | Kanada              | –      | o      | o      | o      | xxo    | o      | xxx    |        |        |        | 1,94 m      |           |
| 6     | Vanessa Browne     | Australien          | o      | o      | xxo    | xo     | o      | xo     | xxx    |        |        |        | 1,94 m      |           |
| 7     | Zheng Dazhen       | Volksrepublik China | –      | o      | o      | o      | o      | xxx    |        |        |        |        | 1,91 m      |           |
| 8     | Louise Ritter      | USA                 | –      | o      | xo     | xo     | o      | xxx    |        |        |        |        | 1,91 m      |           |
| 9     | Diana Elliott      | Großbritannien      | –      | o      | o      | o      | xxx    |        |        |        |        |        | 1,88 m      |           |
| 9     | Yang Wenqin        | Volksrepublik China | –      | o      | o      | o      | xxx    |        |        |        |        |        | 1,88 m      |           |
| 11    | Pam Spencer        | USA                 | –      | –      | o      | –      | xxx    |        |        |        |        |        | 1,85 m      |           |
| 12    | Heike Redetzky     | BR Deutschland      | –      | o      | o      | xxx    |        |        |        |        |        |        | 1,85 m      |           |
| 12    | Christine Stanton  | Australien          | –      | o      | o      | xxx    |        |        |        |        |        |        | 1,85 m      |           |
| 12    | Niculina Vasile    | Rumänien            | –      | o      | o      | –      | xxx    |        |        |        |        |        | 1,85 m      |           |
| 15    | Brigitte Holzapfel | BR Deutschland      | o      | o      | o      | xxx    |        |        |        |        |        |        | 1,85 m      |           |

Für das Finale hatten sich fünfzehn Athletinnen qualifiziert. Zum Starterfeld gehörten jeweils drei Springerinnen aus der Bundesrepublik Deutschland und den USA sowie jeweils zwei aus Australien und der Volksrepublik China. Hinzu kamen jeweils eine Athletin aus Großbritannien, Italien, Kanada, Rumänien und Frankreich.
Bedingt durch den Olympiaboykott fehlten die Weltmeisterin Tamara Bykowa aus der Sowjetunion und die Weltrekordlerin Ljudmila Andonowa aus Bulgarien. Dennoch war hier in Los Angeles von einer hochklassigen Konkurrenz auszugehen. Als Favoritinnen standen die italienische Olympiasiegerin von 1980 Sara Simeoni und die amtierende Europameisterin Ulrike Meyfarth aus der Bundesrepublik Deutschland, die bereits 1972 Olympiasiegerin geworden war, am Start.
Die Höhe von 1,94 m schafften sechs der Finalistinnen, neben Simeoni und Meyfarth auch die US-Amerikanerin Joni Huntley, die Französin Maryse Éwanjé-Épée, die Kanadierin Debbie Brill und die Australierin Vanessa Browne. Browne, Éwanjé-Épée und Brill scheiterten an der nächsten Höhe von 1,97 m, für die die drei anderen Springerinnen jeweils zwei Versuche brauchten. 2,00 m waren dann zu hoch für Joni Huntley, die damit Bronzemedaillengewinnerin wurde. Simeoni und Meyfarth übersprangen die Höhe im ersten Versuch. Meyfarth gelangen anschließend auch 2,02 m mit dem ersten Sprung, hier scheiterte Simeoni. Ulrike Meyfarth, die jetzt als Olympiasiegerin feststand, ließ noch die Weltrekordhöhe 2,07 m auflegen, riss jedoch drei Mal. Mit der olympischen Rekordhöhe von 2,02 m hatte sie zwölf Jahre nach ihrem Sieg in München noch einmal Gold gewonnen. Sara Simeoni sprang mit 2,00 m drei Zentimeter höher als bei ihrem Olympiasieg in Moskau vor vier Jahren und gewann die Silbermedaille.
Sara Simeoni gewann nach Silber 1976 und Gold 1980 ihre dritte Medaille in Folge.

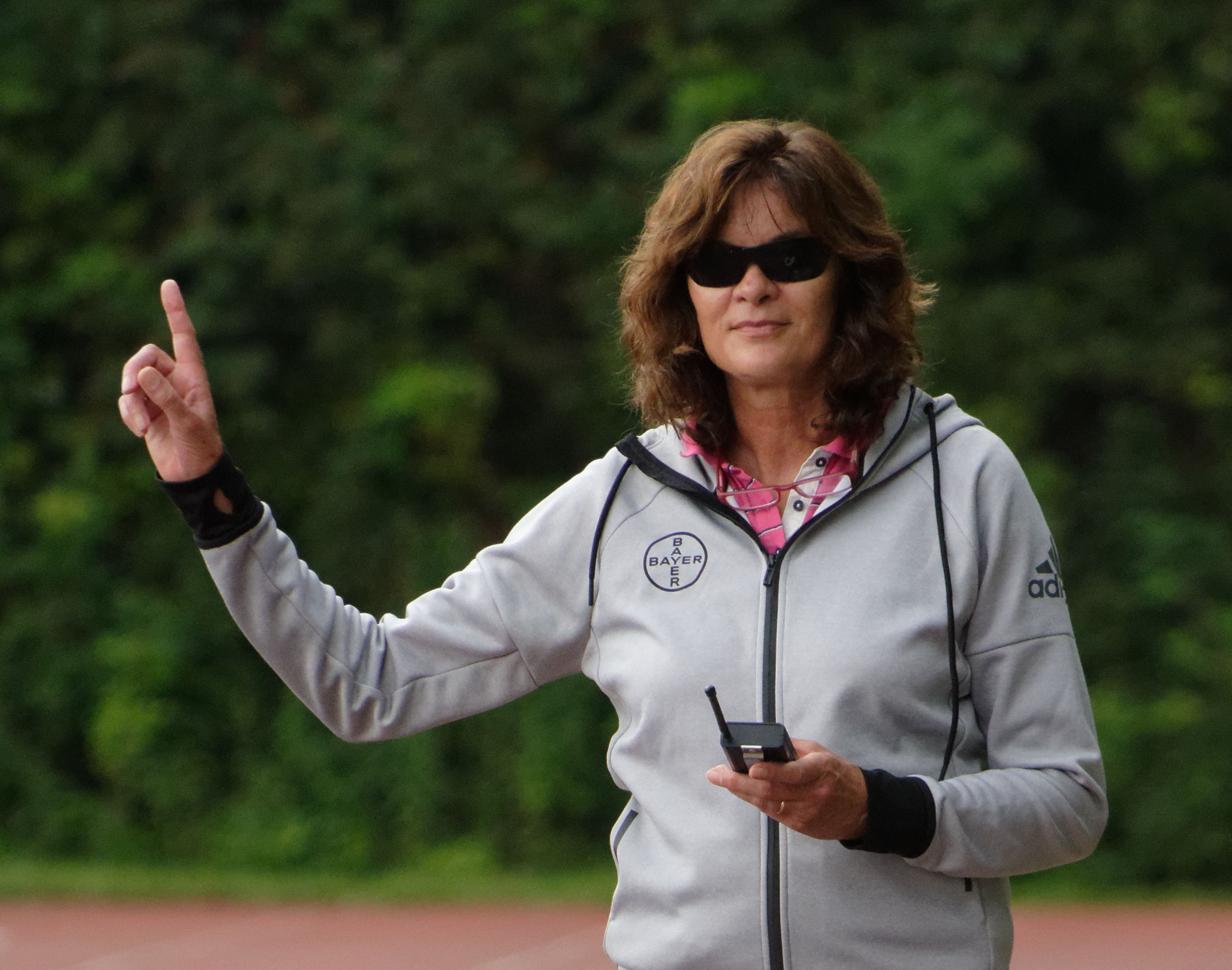
Ulrike Nasse-Meyfarth (hier im Jahr 2017) – nach zwölf Jahren zum zweiten Mal Olympiasiegerin
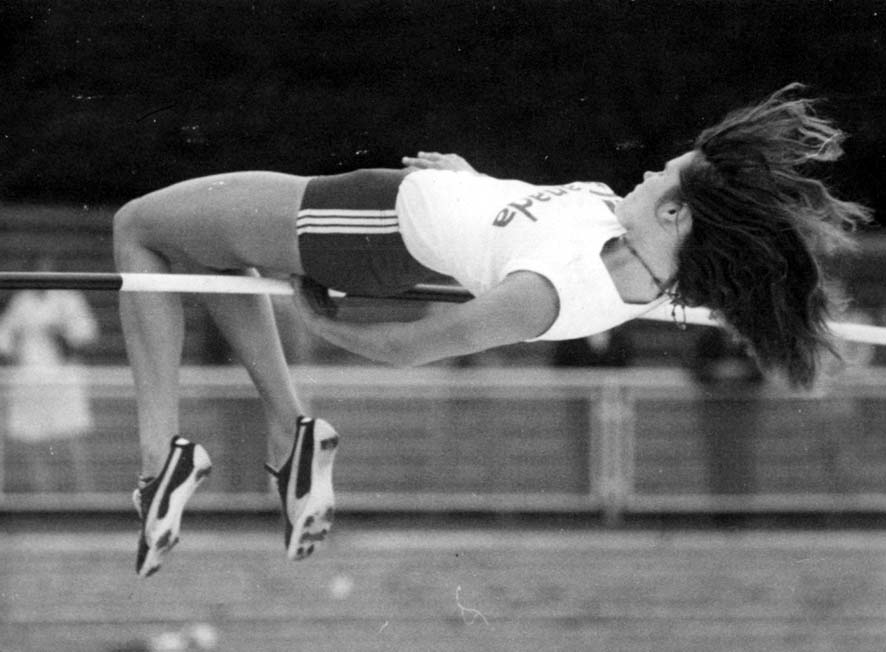
Debbie Brill (Foto: 1972) belegte Rang fünf
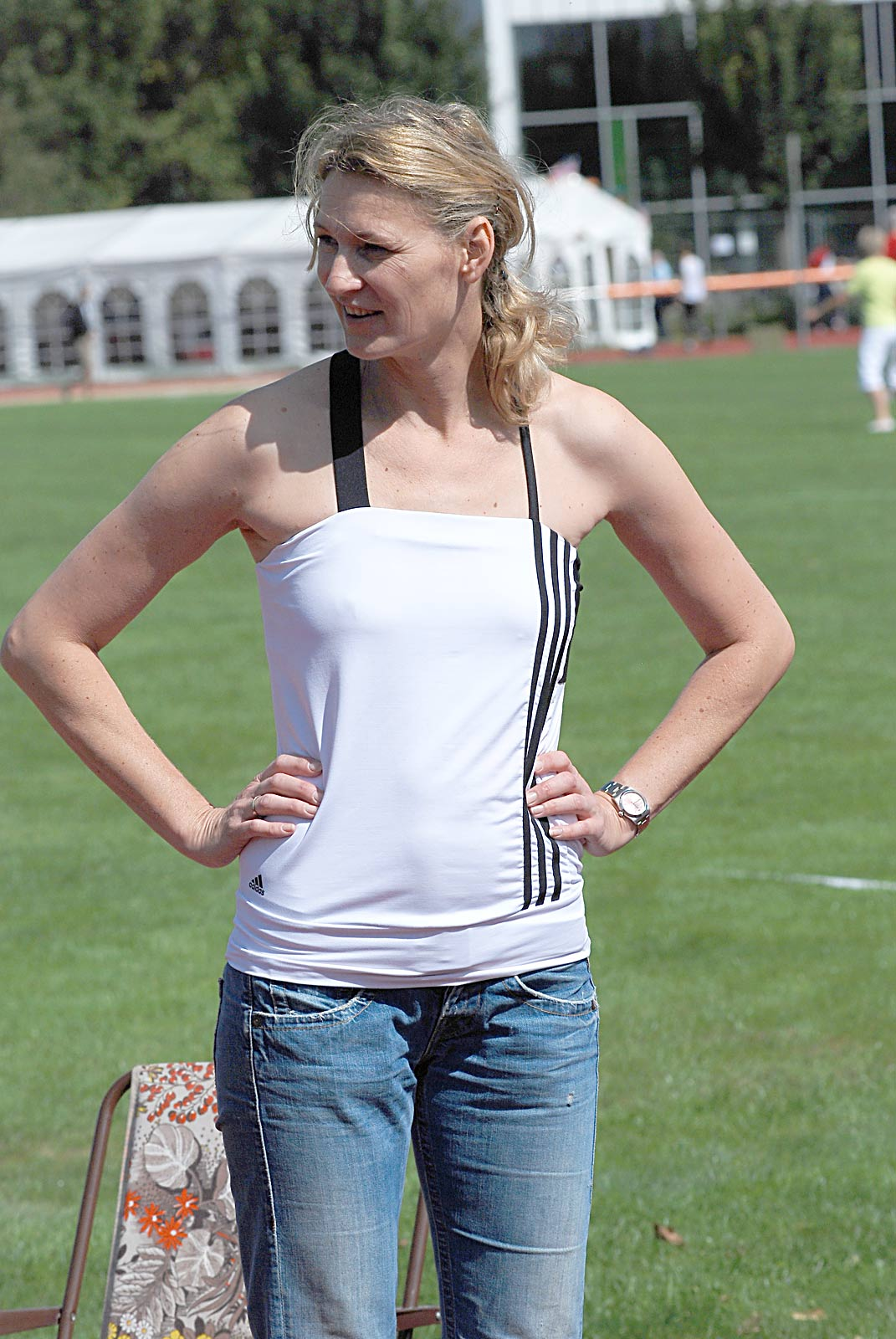
Heike Redetzky (hier im Jahr 2007) kam auf den geteilten zwölften Platz – 1992 wurde sie als Heike Henkel Olympiasiegerin

## Videolinks
- 16 days of glory - Womens high jump - part 2, youtube.com, abgerufen am 14. Januar 2018
- Ulrike Meyfarth Women's High Jump Olympic Games, youtube.com, abgerufen am 16. November 2021